# شایفنکم
شایفنکم یا (ما نګاه می‌کنیم / ما می‌بینیم) یک حرکت غیردولتی و غیر سیاسی است که برای اصلاح و نهادینه ساختن ارزش‌های دموکراتیک در مصر و بلند بردن سطح اګاهی مصریان درین رابطه کار می‌کند.
حرکت اجتماعی شایفنکم بار اول در سال ۲۰۰۵ (میلادی) به ابتکار سه خانم جوان مصری (یک ژورنالیست شناخته شده، استاد در پوهنتون و متخصص بازاریابی یا مارکیټینګ) به فعالیت آغاز کرد.
شایفنکم امروز نه تنها یک حرکت شناخته شده در مصر است بلکه در یک تعداد زیاد کشورهای شرق میانه و شمال آفریقا نیز از محبوبیت خاص برخوردار است. این حرکت به وسیله اشتراک مصریان در انتخابات ریاست جمهوری و پارلمان این کشور از شفافیت و مشروعیت پروسه‌های انتخاباتی درین کشور نظارت می‌کند.
یکی از اهداف اساسی شایفنکم این است که به کمک مردم مصر و توسط مصریان با فساد و بروکراسی در ادارات دولتی و غیردولتی مصر مبارزه شود و مصریان به‌طور حقیقی با اساسات و اصول دموکراسی و نقش مردم در ایجاد سیستم‌های دموکراتیک در یک جامعه آشنا شوند.
شایفنکم در سال ۲۰۱۱ (میلادی) بعد از قیام مردم مصر علیه رژیم به رهبری حسنی مبارک از انتخابات ریاست جمهوری و پارلمانی در مصر نظارت کرد. در نخستین ماه آغاز دوباره فعالیت، شایفنکم توانست که حد اقل پنج هزار مصری را به‌طور رضا کار به خود جذب نماید. تعداد زیاد مردم از طریق اینترنت به نظارت جریان رایی دهی، ثبت بی نظمی‌ها و تقلب در مراکز رایی دهی و پخش اګاهی در مورد پیشرفت‌ها در پروسه انتخابات پرداختند.
در زمان انتخابات ریاست جمهوری و پارلمان در مصر حداقل هزار تن از رضاکاران شایفنکم برای نظارت از چګونګی پروسه انتخابات در مراکز رایی دهی حضور داشتند.
در حال حاضر ده نفر در بخش رهبری یا اداره شایفنکم قرار دارند و هزاران تن دیګر در نقاط مختلف مصر با این حرکت اجتماعی همراه هستند.
شایفنکم تاکیید می‌کند که این حرکت غیر سیاسی، غیر حکومت و مستقل حمایت سیاسی یا اقتصادی هیچ حزب یا ګروه سیاسی را ندارد. شایفنکم برای فعالیت‌های خود از مردم مصر کمک مالی دریافت می‌کند و تمام اعضای این حرکت به‌طور رضاکارانه فعالیت می‌کنند.

## اهداف
شایفنکم سه هدف اساسی دارد.
اول: محو کردن فساد در ادارات شخصی و دولتی به کمک مردم مصر.
دوم: بلند بردن سطح اګاهی مردم در مورد چګونګی مبارزه با فساد اداری از طریق نشر معلومات بی‌طرفانه
سوم: آوردن اصلاحات در امور قضایی و انتخاباتی
شایفنکم برای رسیدن به این اهداف اساسی خود بخش‌های ذیل را در نظر دارد:
- فساد اداری در داخل حکومت
- فساد اداری در ګروه‌های پولیس
- فساد اداری در سیستم قضایی
- فساد اداری در سازمان‌های بزرګ
- تقلب در انتخابات
- چور و دزدی دارای‌های عامه از طرف چند فرد مقتدر

## راه کارها

### ګزارش دهی
شایفنکم از انواع مختلف رسانه‌های اجتماعی استفاده می‌کند. برای تماس‌های عاجل یک Hotline فعال نیز دارد که اعضای ان د زمان ضرورت ان را به کار می‌برند. شایفنکم به این وسیله از بخش‌های مختلف مصر در مورد فساد اداری و تقلب در بخش انتخابات معلومات جمع می‌کند. این معلومات بعد از اینکه مورد بحث و تحقیق قرار میګیرد با مقامات مسئول شریک می‌شود و در صورت اینکه از جانب منابع مسئول در مورد آن اقدامی صورت نه ګردد شایفنکم به بخش‌های مختلف رسانه یی اجازه می‌دهد که آن‌ها را نشر کند. شایفنکم درین موارد نشست‌های اعتراضی خاموش، مظاهرات صلح‌آمیز و راه پیمایی‌ها را تنظیم می‌کند.

### فلم‌های مستند
بار اول در سال ۲۰۰۷ (میلادی) ب دوو فلم ساز مصری جهان نجم Jehane Noujaim او شریف الکاتشا Sherief El Katsha فیلم مستند خود به نام .com را از طریق BBC به نشر سپردند. این فیلم یک بخش از سلسله فلم‌های مستند به نام Why Democracy یا چرا ډیموکراسی؟ می‌باشد.

## اعضا مؤسس
- أبیه البنهاوی
- أحمد حافظ
- شریف التابعی
- دالیا سامی
- إنجی الحداد
- هبة هلال
- لیلی امیری
- محمد یحیی
- بوثنة کامل
- مصطفی حجازی
- نعمت خلیل
- راجیا عمران
- شیرین التونی
- صابر أبو سبعة
- محمد عبد العزیز
- أحم رفاعی
- أکمل قرطام

## تاریخ

### قبل ازبهار عربی
شایفنکم فعالیت‌های خود را بعد از یک اعلان توسط حکومت رئیس جمهور Hosni Mubarak که به یک فرد اجازه می‌داد ته چند بار متعدد برای مقام ریاست جمهوری خود را کاندید نماید. این اعلان در بخش‌های مختلفت مصر باعث اعتراض شدید مردم شد و این کار حکومت مبارک یک حرکت شرم انګیز خوانده شد. رژیم مبارک در مقابل دست به خشونت زد و اعتراض مردم را ممنوع اعلان کرد.
درین زمان هر سه بنیانګذار شرکت شایفنکم Bothanina Kamel , Ghada Shahbandar و- Haddad Engi El تصمیم ګرفت که در مقابل چنین بی عدالتی باید خاموش نه نشست و به این ګونه حرکت خود را آغاز کردند. آن‌ها در جریان انتخابات ریاست جمهوری سال ۲۰۰۵ (میلادی) به کارمندان خود کامره‌های کوچک فلم برداری دادند و برایشان آموزش دادند که چګونه در مراکز انتخاباتی با استفاده از این کمره‌ها موارد تخطی از قانون و تقلب را ثبت نمایند.
در مرحله ابتدایی تعداد زیاد طرفداران حزب اخوان المسلمین در مصر به مراکز رایی دهی رفتند. حکومت مصر در ان زمان با توجه به این حرکت مردم در مرحله دوم انتخابات از ورود مردم به مراکز رایی دهی جلو ګیری می‌کرد.
در مرحله سوم مأیوسی و قهر مردم به جای رسید که به راه‌ها و سرک‌ها ریختند و دست به اعتراض زدند. در ان زمان مصر شاهد درګیری‌های شدید بین اعتراض‌کننده‌ها و نیروهای امنیتی بود.
با وجود این که اندازه اشتراک مردم در انتخابات مصر در سال ۲۰۰۵ (میلادی) به اندازه مأیوس‌کننده کم (سی فیصد) بود اما عمل شجاعانه دو قاضی در مصر باعث تشویق و دلګرمی مسئولین و کارمندان شایفنکم ګردید. این دوو قاضی موافقه کردند که در رابطه به هژده مورد تخطی از قانون در جریان انتخابات تحقیق کنند. قاضیان شواهد را که توسط کارکنان شایفنکم بدست آمده بود مورد تحقیق قراردادند و بعد ازینکه رایی خود را اعلان کردند معلوم شد که رول قوه قضائیه در مصر خیلی مهم است.
این اقدام باعث ګردید که حرکت شایفنکم مبارزه‌اش را برای به وجود آوردن یک سیستم ازادو شفاف قضایی در مصر را آغاز کرد. در ان زمان حکومت مصر بالای اجتماع بیشتر از پنج فرد در مصر ممنوعیت وضع کرده بود اما زمانی‌که مردم برای اعتراض فرا خوانده شدند تعداد زیاد مصریان در مقال کلب قاضیان در قاهره ګرد هم آمدند. نیروهای امنیتی مصر در ان زمان تعداد زیاد از قاضیان به شمول محمود حمزة را دستګیر کردند.
تهداب ګزاران شایفنکم در ان زمان یک فیلم مستند از این جریان را ساختند که بعداً از طریق BBC به نشر رسید.
شایفنکم همچنان با استفاده از سایت‌های انترنتی و امکانات موجود مردم مصر را برای اشتراک در اعتراض در ماه May در سال ۲۰۰۶ میلادی فراخواند. هدف این مارش نشان دادن حمایت از به وجود آمدن یک قوه قضائیه آزاد و شفاف در مصر بود. شایفنکم در سال ۲۰۰۷ میلادی حداقل سی و چهار مورد تعدیل در قانون وضعیت اضطراری مصر را مورد حمایت خود قرار داد و برای تبلیغ ان کار را شروع کرد.

### بعد از بهار عرب
شایفنکم بعد از آغاز قیام مردمی در مصر در سال ۲۰۱۱ میلادی یک بار دیګر به فعالیت‌های خود آغاز کرد.
این بار فعالیت‌های حرکت شایفنکم از راه‌های متفاوت با استفاده از امکانات فراخ تر تکنالوژیکی به پیش برده می‌شدند.
هزاران عضو رضا کار شایفنکم برای نظارت انتخابات در مصر در برنامه‌های مختلف تعلیمی شامل شدند تا در ۲۷ شهر بزرګ یا ولایت مصر از پروسه انتخابات بر رسی نموده هر ګونه تقلب را ثبت و ګذارش بدهند. شایفنکم این بار قبل از آغاز پروسه انتخابات کارمندان خود را در برنامه هی یک‌ماهه تعلمی آماده ساخت.
در جریان سیمینار‌های تعلیمی و از طریق کلپ‌های کوتاه ویډیویی روی YouTube به رضا کاران شایفنکم آموزانده شد که چه ګونه معلومات در مورد تقلب‌های انتخاباتی را ثبت کند.
این فعالان که هر کدام در مراکز انتخاباتی حضور داشتند و در حین مقابل شدن به کدام تخطی از طریق شماره برای تماس عاجل یا Hot line، فیس بوک، ټویټر یا ایمیل به مرکز رهبری خبر می‌دادند. این ګزارش‌ها به‌طور معلومات غیر تأیید شده به نشر می‌رسید و بعداً یکی از اعضای رسمی انتخاباتی در مورد پرسیده می‌شد تا موثق تر ګردد. شایفنکم توانست که بیش از یک هزار مورد تخطی در دو روز اول انتخابات را ثبت نماید. شایفنکم به حیث یک حرکت ضد فساد اداری در مصر به کار خود ادامه می‌دهد.

#### پورت سعید
شایفنکم بعد از حادثه خونبار در استادیوم ورزشی شهر پورت سعید Port Said Stadium Riot در ماه آوریل ۲۰۱۳ در این شهر فعالیت‌های خود را آغاز کرد.